# Ferdinand Bol
Ferdinand Bol (24. června 1616 Dordrecht - 24. srpna 1680 Amsterdam) byl nizozemský malíř a rytec doby baroka a sběratel umění. Byl vynikajícím portrétistou, malířem mytologických scén i drsným dokumentátorem soudobých událostí. 

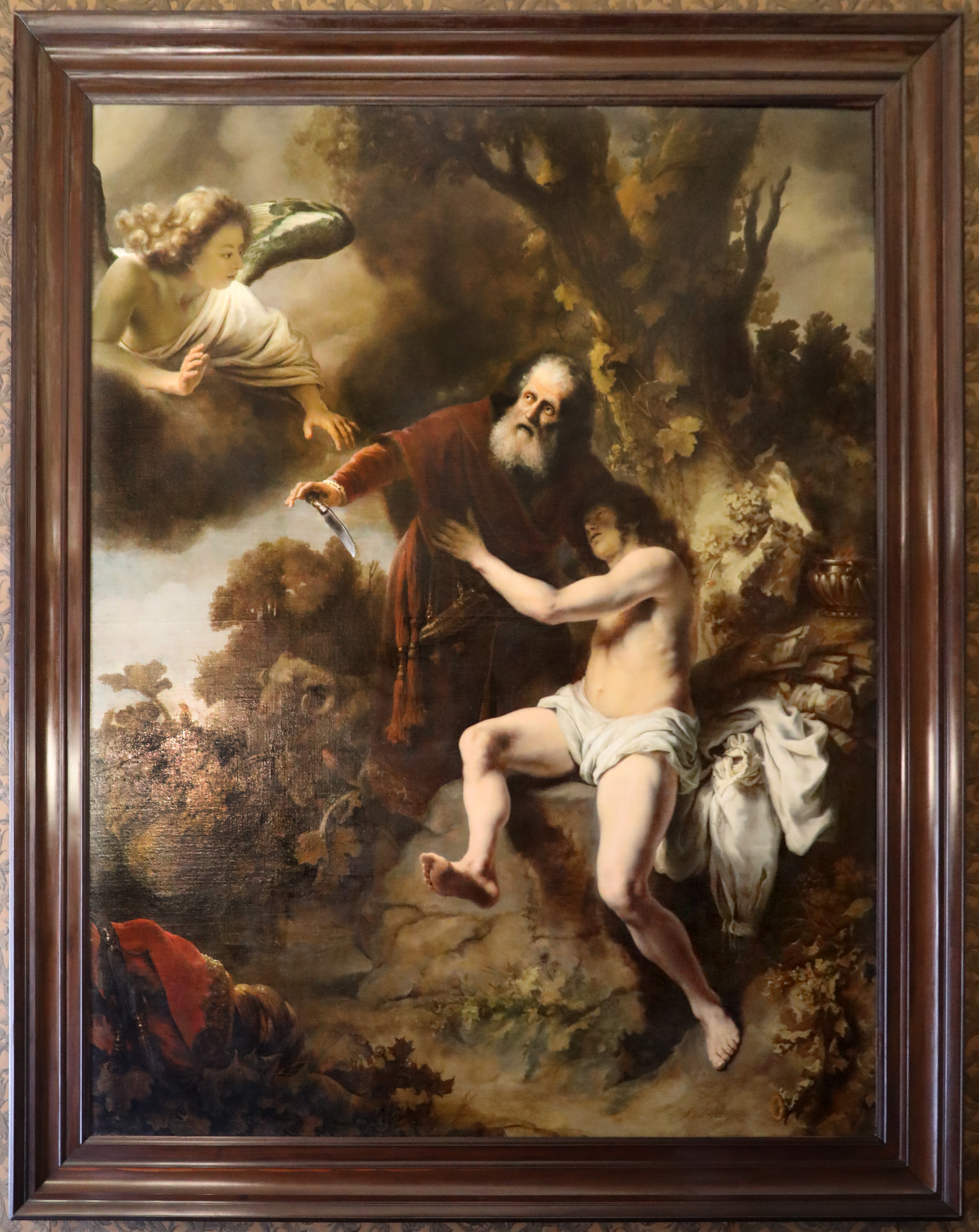
Abrahám obětuje Izáka (1646)

. Dochovalo se 121 zdokumentovaných obrazů a kreseb, většinou jsou signované.

## Životopis
O jeho životě je velmi málo známo. Snad byl nejprve žákem Jacoba Cuypa, který působil v jeho rodném Dordrechtu. Asi v roce 1635 odešel Bol do Amsterdamu, kde nastoupil do učení v Rembrandtově dílně, setkával se tam se spolužáky Albertem Eckhoutem (asi 1610-1668), Bartholomeem van der Helstem, Gerritem Douem (1613-) a Govertem Flinckem (1615-1660). U Rembrandta se kromě toho naučil dalším dovednostem: mědirytu a sběratelství umění
Úspěšně se vyučil roku 1642. Po tovaryšské cestě vstoupil do malířského cechu (gildy) v Amsterdamu, založil si vlastní ateliér a v roce 1653 se poprvé oženil, a to s Alžbětou Delovou († 1660). V raném období své tvorby byl pod silným Rembrandtovým vlivem, teprve kolem roku 1650 si začal osvojovat osobitější styl, nejspíše pod vlivem Bartholomea van der Helsta. Živily ho z velké části portréty známých amsterdamských osobností, například admirála Michiela de Ruytera. Díky nim měl mnoho významných kontaktů a dosáhl značného bohatství. Maloval také scény z římské mytologie, starozákonní a historické výjevy, většinou jako veřejné zakázky. Ve volné tvorbě se věnoval také malbě zátiší. Maloval rovněž nástěnné dekorace interiérů.   V roce 1669 se podruhé oženil, s velmi bohatou vdovou Annou van Arckelovou, takže se od té doby mohl věnovat výhradně volné tvorbě. 
Dožil se vysokého věku a byl aktivním malířem i ve stáří. Je zdokumentováno přes 150 jeho obrazů
Měl několik žáků, k nejznámějším patřil Godfrey Kneller.

## Dílo (výběr)
- Portrét Alžběty Basové (1640)
- Juda a Támar (1644)
- Lékař předvádí čtyřem amsterdamským radním chlapce onemocnělého leprou (1649), oficiální skupinový portrét pro leprosárium v Amsterdamu
- Portrét tří dam -představených leprosária v Amsterdamu
- Vojevůdce Pyrrhos I. Épeiru předvádí Fabriciovi svého slona
- Portrét Alžběty Basové
- Žena kojící nemluvně, Národní muzeum Oslo
- Oběť Abrahámova (1646), Palazzo Mansi
- Tři autoportéty (v infoboxu z roku 1647)
- Eliáš s andělem na poušti (1650)
- Jákobův sen o andělech vystupujících po žebříku (kolem 1650)
- Mutius Scaevola v přítomnosti krále Persenny vkládá ruku do ohně
- Portrét pěti důstojníků městské gardy města Gouda (1653), Museum Gouda
- Gaius Julius Civilis vyjednává s Římany mír (1653), varianta tématu Rembrandtova obrazu
- Portrét chlapce Otty van der Waeyen v uniformě polského vojáka (1656)
- Venuše a Adonis (1657), Rijksmuseum Amsterdam
- Skupinový portrét představených cechu (gildy) obchodníků s vínem, Alte Pinakothek, Mnichov
- Portrét zemřelého novorozeněte Joosta van den Bempden (1659)
- Muž ve zlaté přilbě (bůh války Mars)
- Astronom, Národní galerie v Londýně
- Aeneas připlouvá na Latinův dvůr (1661-1663)
- Portrét admirála Michiela de Ruytera, (1667) 2 verze[5]

## Galerie

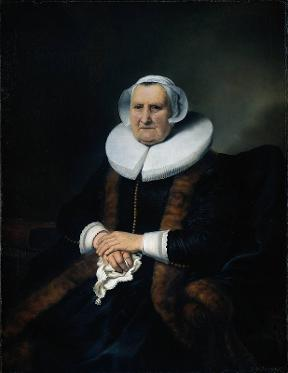
Portrét Alžběty Basové
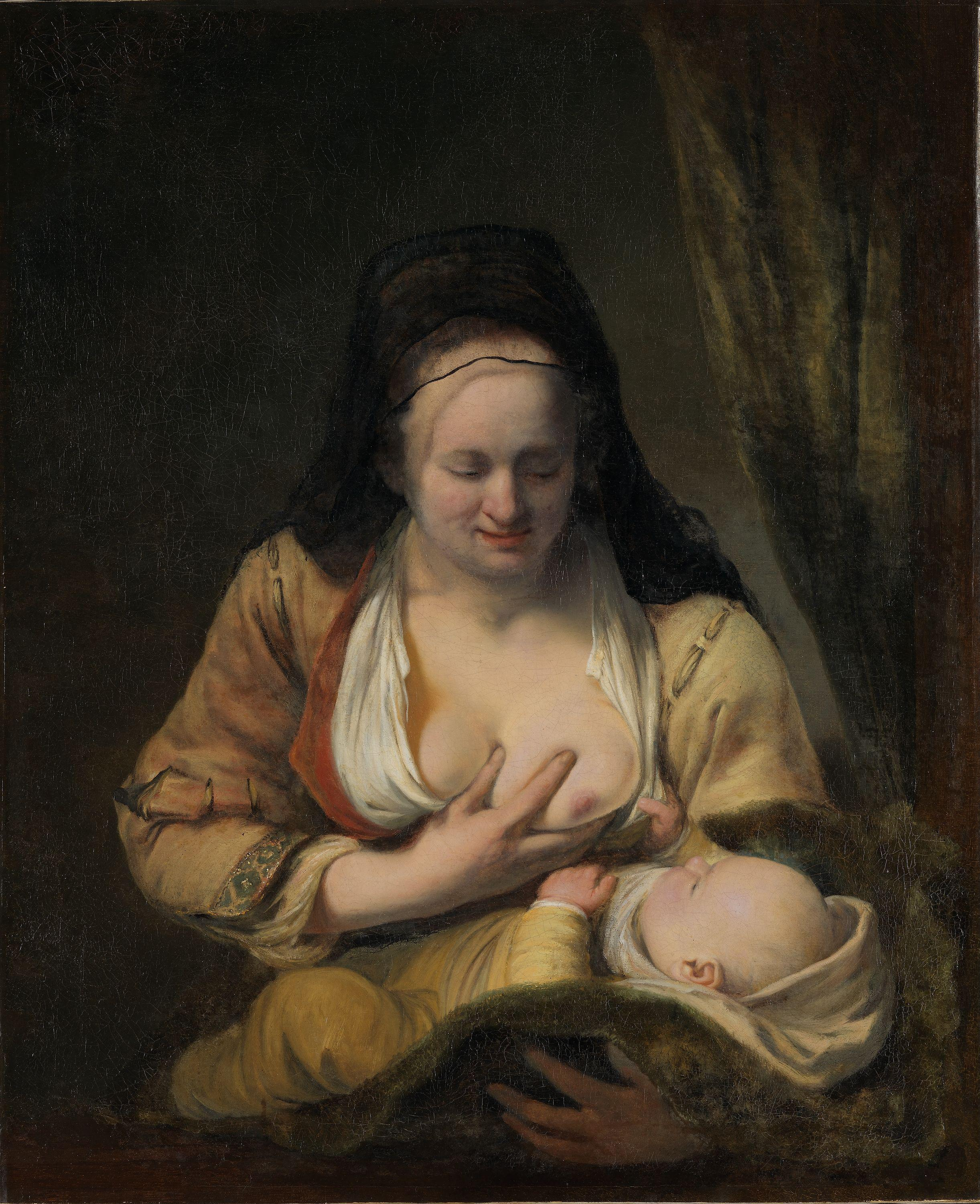
Žena kojící nemluvně
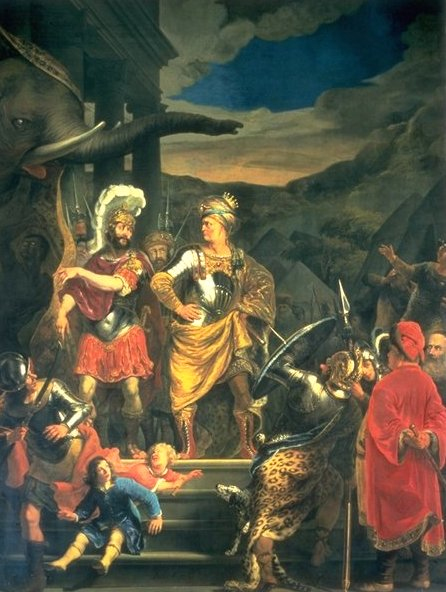
Pyrrhos předvádí slona Amsterdam
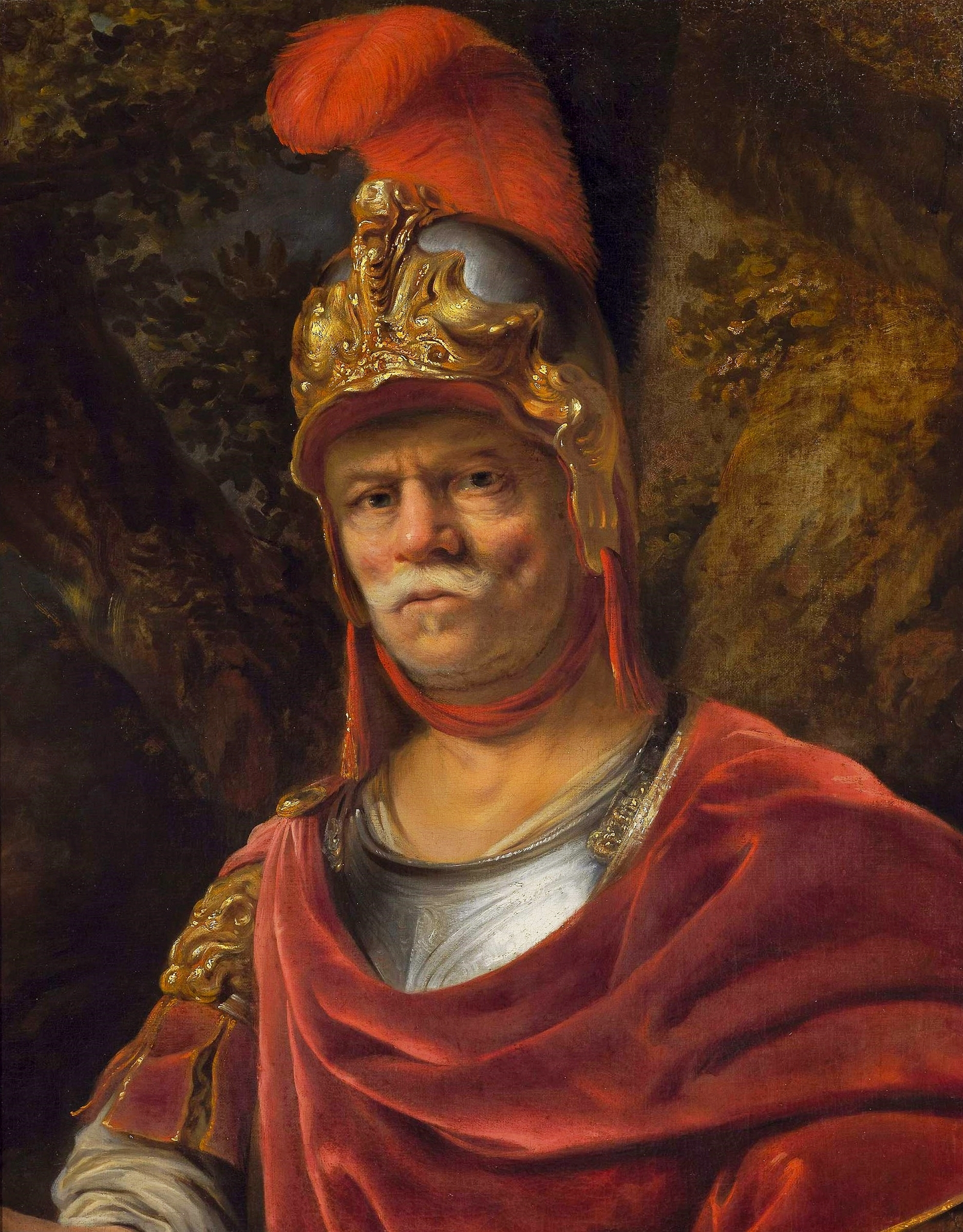
Man in golden helmet (Mars), Národní muzeum ve Varšavě
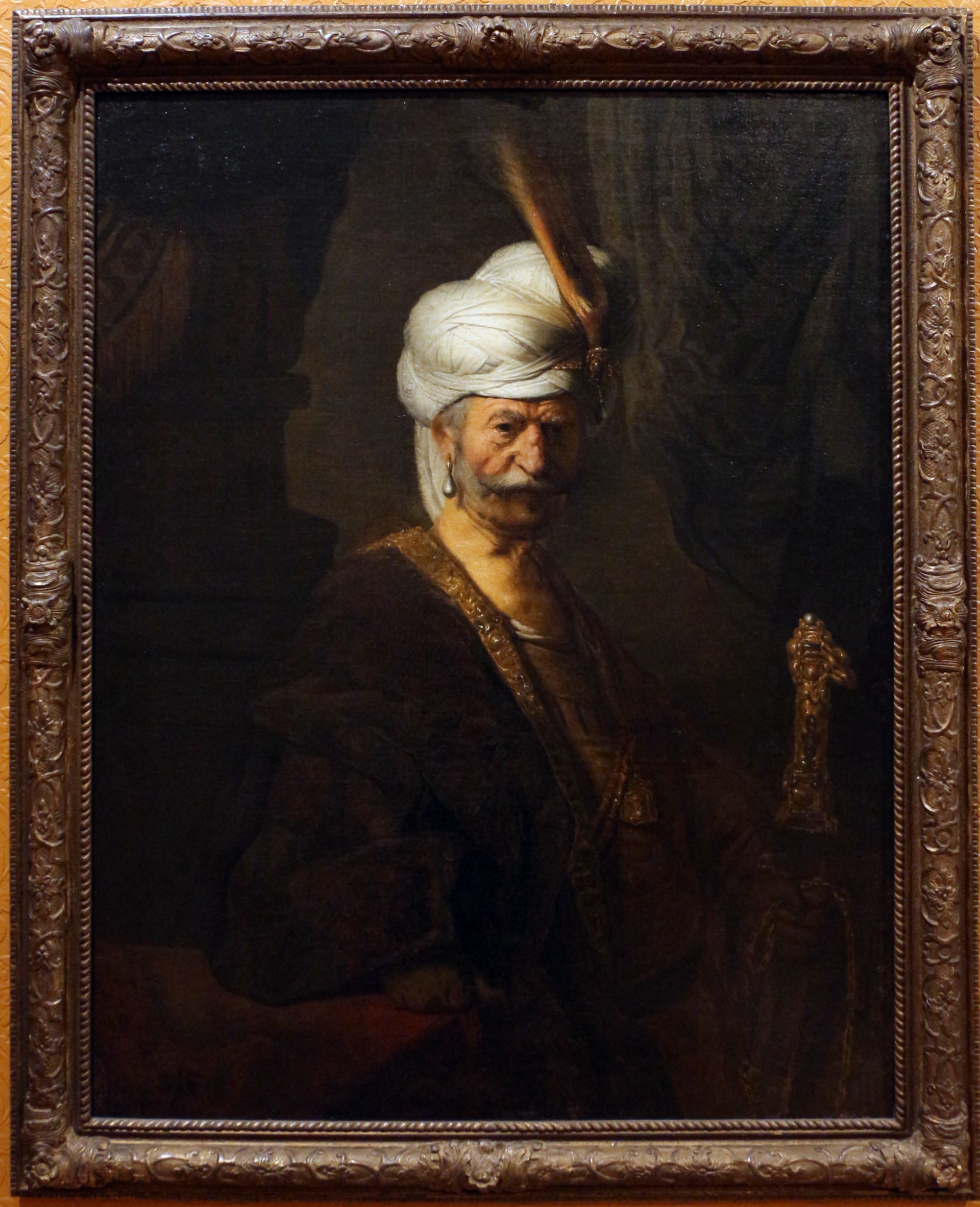
Stařec v orientálním kostýmu
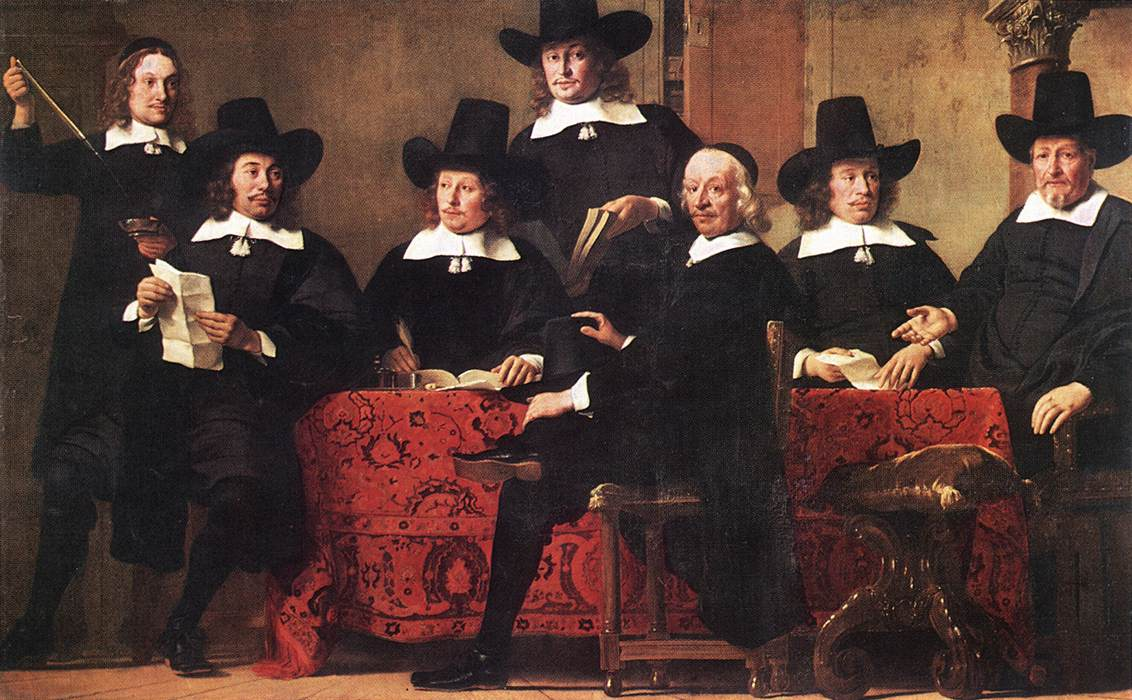
Představení cechu obchodníků s vínem
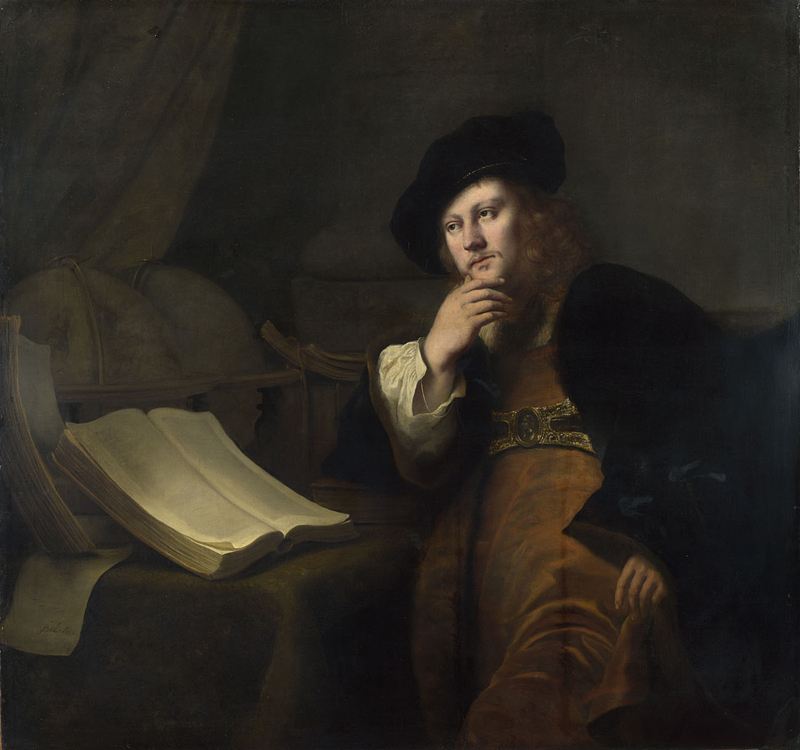
Astronom
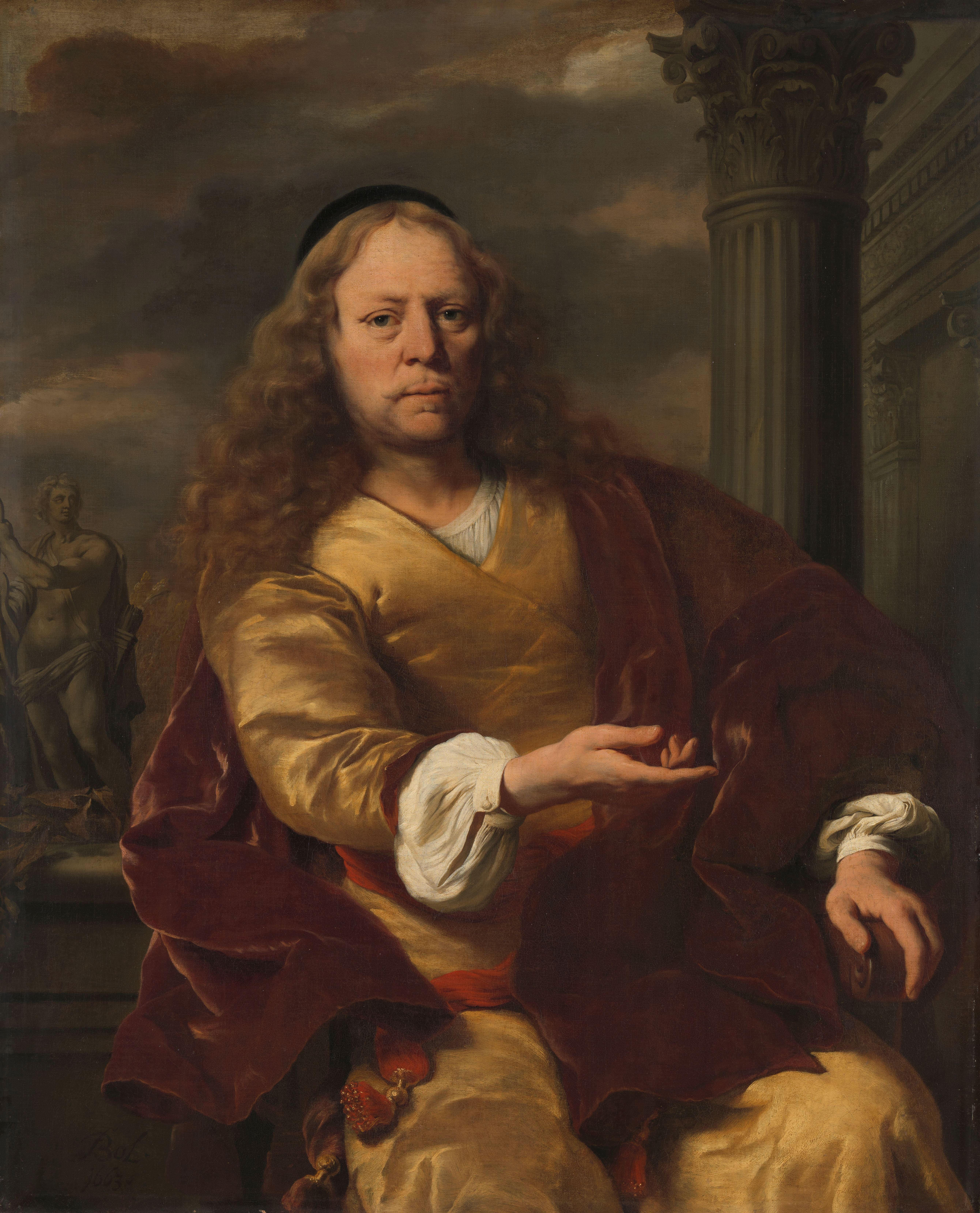
Architekt Jacob van Campen (?), Rijksmuseum, Amsterdam